# Memaliaj (kommunhuvudort i Albanien)
Memaliaj är en kommunhuvudort i Albanien. Den ligger i distriktet Rrethi i Tepelenës och prefekturen Qarku i Gjirokastrës, i den södra delen av landet, vid floden Vjosa. Memaliaj ligger 115 meter över havet och antalet invånare är 4 951.
Terrängen runt Memaliaj är bergig åt sydost, men åt nordväst är den kuperad. Memaliaj ligger nere i en dal. Närmaste större samhälle är Tepelenë, 7,0 km sydost om Memaliaj. 
Trakten runt Memaliaj är en mosaik av jordbruksmark, skog och bebyggelse.